# Taqtūqa
Un taqtūqa (arabe : طـقطـوقـة; pluriel taqātīq, طـقـاطـيـق) est un genre de musique arabe vocale légère chanté en arabe dialectal. Il est associé à des chanteuses du début du XXe siècle et devint populaire grâce au gramophone, au cinéma et aux cafés chantants du Caire.
Les taqātīq étaient initialement d'anciens chants de mariage dont le propos leste tranchait avec les amours toujours déçues du répertoire noble. Elles étaient interprétées dans des cabarets malfamés par les almées aux mœurs peu sévères, dont le succès devint tel que les chanteurs et musiciens prestigieux s'emparèrent de ce répertoire. "Le niveau musical de la taqtūqa progressa notablement", pour devenir une musique accessible au plus grand nombre exécutée par des professionnels reconnus..
Oum Kalthoum enregistra des taqātīq au début de sa carrière, le premier (Illi Habbik Ya Hanah) ayant été composé en 1925 par Zakaria Ahmed. Munīra al-Mahdiyya, Salih Abd Al-Havy, Zaki Murad, Cheikh Amin Hasanayn Salim et Abd Al-Latif Al-Banna (« le Rossignol de l'Égypte ») en interprétèrent aussi.
En 1922, « la taqtūqa sera violemment dénoncée par Alexandre Chalfoun », musicologue libanais, car elle lui semblait menacer la musique savante.

## Source
- (en) Cet article est partiellement ou en totalité issu de l’article de Wikipédia en anglais intitulé « Taqtuqa » (voir la liste des auteurs).